# Омановаць
45°29′ пн. ш. 17°11′ сх. д. / 45.49° пн. ш. 17.18° сх. д.
Омановаць (хорв. Omanovac) — населений пункт у Хорватії, у Пожезько-Славонській жупанії у складі міста Пакраць.

## Населення
Населення за даними перепису 2011 року становило 147 осіб.
Динаміка чисельності населення поселення:

## Клімат
Середня річна температура становить 11,03 °C, середня максимальна – 25,06 °C, а середня мінімальна – -5,38 °C. Середня річна кількість опадів – 901 мм.
| Клімат поселення                              | Клімат поселення | Клімат поселення | Клімат поселення | Клімат поселення | Клімат поселення | Клімат поселення | Клімат поселення | Клімат поселення | Клімат поселення | Клімат поселення | Клімат поселення | Клімат поселення | Клімат поселення |
| Показник                                      | Січ.             | Лют.             | Бер.             | Квіт.            | Трав.            | Черв.            | Лип.             | Серп.            | Вер.             | Жовт.            | Лист.            | Груд.            |                  |
| Середній максимум, °C                         | 6,92             | 8,61             | 12,96            | 17,02            | 21,88            | 25,06            | 24,32            | 23,80            | 20,06            | 15,17            | 9,61             | 5,44             |                  |
| Середня температура, °C                       | 0,77             | 2,46             | 6,82             | 10,88            | 15,74            | 18,90            | 20,72            | 20,20            | 16,46            | 11,57            | 6,02             | 1,84             |                  |
| Середній мінімум, °C                          | −5,38            | −3,68            | 0,68             | 4,74             | 9,57             | 12,78            | 17,11            | 16,59            | 12,84            | 7,96             | 2,40             | −1,77            |                  |
| Норма опадів, мм                              | 57               | 50               | 61               | 73               | 82               | 99               | 82               | 91               | 74               | 80               | 85               | 67               |                  |
| Середньомісячна швидкість вітру, м/с          | 1.90             | 2.14             | 2.50             | 2.38             | 2.20             | 2.00             | 1.92             | 1.80             | 1.80             | 1.86             | 1.92             | 1.94             |                  |
| Середньомісячна сонячна радіація, кДж/м²·день | 4343             | 7115             | 10925            | 15338            | 19549            | 21624            | 22605            | 19784            | 14836            | 9178             | 4882             | 3588             |                  |
| --------------------------------------------- | ---------------- | ---------------- | ---------------- | ---------------- | ---------------- | ---------------- | ---------------- | ---------------- | ---------------- | ---------------- | ---------------- | ---------------- | ---------------- |
| Джерело:                                      |                  |                  |                  |                  |                  |                  |                  |                  |                  |                  |                  |                  |                  |